# Piste de luge Villard-de-Lans
Koordinaten: 45° 3′ 21,8″ N, 5° 33′ 0,9″ O
Die Piste de luge Villard-de-Lans ist eine ehemalige Rennrodelbahn in der französischen Gemeinde Villard-de-Lans.
Anlässlich der Olympischen Winterspiele 1968 in Grenoble wurde eine Rennrodelbahn in Villard-de-Lans errichtet. Für den Bau war Jan Steler zuständig. Während des Baus wurden 1400 Kubikmeter Erde und 1800 Kubikmeter Beton verarbeitet. Die Bahn war mit einer Beleuchtung durch 132 Natriumdampflampen ausgestattet, die auf den Geraden eine Beleuchtungsstärke von 50 Lux und in den Kurven von 100 Lux aufwiesen. Zudem war der Start- und Zielbereich mit einer Telefonleitung verbunden. Die Zeitmessung erfolgte über Lichtschranken, welche eine Zwischenzeitmessung nach 600 Metern ermöglichte. Die Gesamtkosten der Bahn beliefen sich auf 3.190.000 Französische Franc.
Während den Spielen fanden auf der Bahn nur die Wettbewerbe im Rennrodeln statt, die Bobwettbewerbe wurden auf der Bobbahn L’Alpe d’Huez ausgetragen.
Heute ist die Bahn zwar noch vorhanden, wegen ihres Zustandes nicht mehr in Betrieb. Auf dem unteren Teil der Bahn befindet sich aktuell eine kleine Sommerrodelbahn.